# Limnozetes borealis
Limnozetes borealis är en kvalsterart som beskrevs av Valerie M. Behan-Pelletier 1989. Limnozetes borealis ingår i släktet Limnozetes och familjen Limnozetidae. Inga underarter finns listade i Catalogue of Life.